# Neoeplingia
Neoeplingia es un género monotípico de plantas de flores perteneciente a la familia Lamiaceae. Su única especie es Neoeplingia leucophylloide. El nombre de esta nueva especie se refiere al parecido con el género Leucophyllum.

## Clasificación y descripción de la especie
Comprende arbustos o hierbas perennes, de tallo cilíndrico, leñoso en la base, con tomento blanquecino muy denso; con hojas opuestas decusadas, flores 1-3 en inflorescencias axilares; cáliz tubular, vagamente bilabiado; corola excerta, bilabiada, el tubo de la corola con un anillo piloso en la porción media del mismo; estambres 4, los 2 inferiores más largos; estilo bífido, con 2 lóbulos estigmáticos.

## Distribución del género
Se localiza en México, la única localidad en la que se ha encontrado (localidad tipo) es la Barranca de Tolantongo, municipio de Cardonal, estado de Hidalgo.

## Hábitat
Se distribuye en los cerros de caliche con pendientes pronunciadas, sobre todo orientadas al oeste, a aproximadamente 1 800 m s.n.m., en vegetación de matorral alto subinerme, alterados por pastoreo de ganado caprino.

## Estado de conservación
No se encuentra baja ninguna categoría de riesgo en las normas mexicanas e internacionales (Norma Oficial Mexicana 059).